# Zeche Vereinigte Henriette (Dortmund)
Die Zeche Vereinigte Henriette in Eichlinghofen ist ein ehemaliges Steinkohlenbergwerk. Das Bergwerk ist aus einer Konsolidation der beiden Berechtsamen Henriette I und Henriette II entstanden. Das Bergwerk gehörte zum Bergrevier Dortmund.

## Geschichte

### Die ersten Jahre Henriette

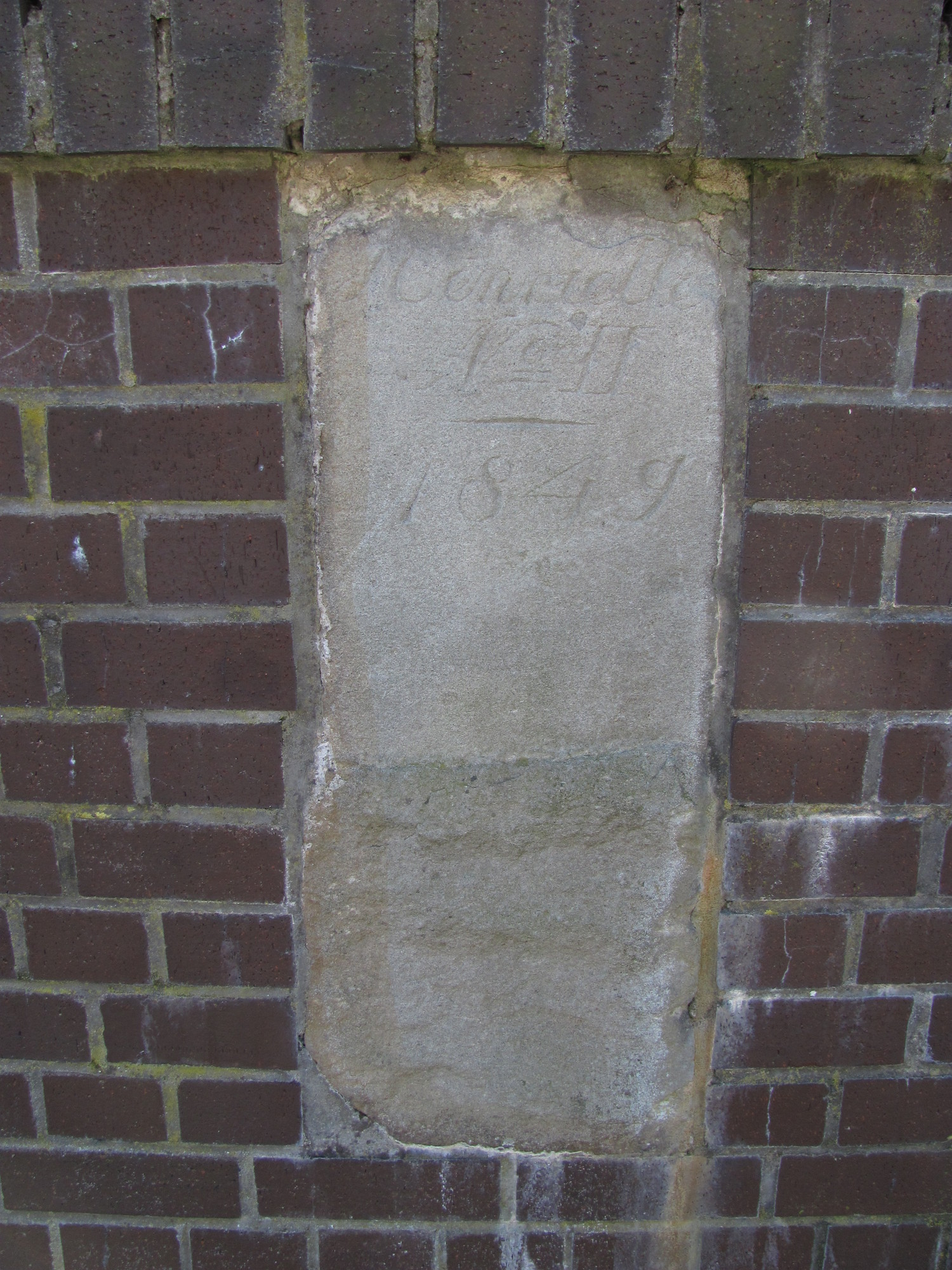
Lochstein Henriette II

Über die Zeche Henriette wird nicht sehr viel berichtet, die Zeche war bereits vor dem Jahr 1831 als Stollenbetrieb tätig. Im Jahr 1841 wurden 6058 Scheffel Steinkohle gefördert. Bereits im darauffolgenden Jahr wird die Zeche in den Unterlagen nicht mehr genannt. Im Jahr 1846 war die Zeche wieder in Betrieb. Am 21. August des Jahres 1848 wurde das Längenfeld Henriette I und das Geviertfeld Henriette II verliehen. Im Jahr 1856 kam es zur Konsolidation zur Zeche Vereinigte Henriette. Im gleichen Jahr wurde die Bergwerksgesellschaft Potsdam als Besitzer der Zeche Vereinigte Henriette gegründet.

### Die weiteren Jahre Vereinigte Henriette
Im Jahr 1856 ging man nach der Konsolidation zum Tiefbau über und es wurde damit begonnen, den Schacht Sanssouci abzuteufen. Der Schacht musste zunächst acht Lachter durch Kreidemergel geteuft worden. Dieser Bereich musste wasserdicht ausgemauert werden. Im Jahr 1857 wurde der Jacob Erbstollen übernommen und das Grubenfeld Henriette III erworben. Im selben Jahr erreichte der Schacht Sanssouci bei einer Teufe von 17 Metern das Karbon. In einer Teufe von zehn Lachtern wurde ein 24 Zoll mächtiges Flöz durchteuft. Das Flöz fiel 66 Gon nach Süden ab. Im Jahr 1858 wurde bei einer Teufe von 52 Metern (+65 Meter NN) die Stollensohle angesetzt. Während der Teufarbeiten kam es zu keinen nennenswerten Wasserzuflüssen, es wurden zwei Flöze durchörtert. Eines der Flöze hatte eine Mächtigkeit von 62 Zoll, das andere Flöz war 15 Zoll mächtig. Beide Flöze fielen mit 66 Gon nach Süden ab. Im Jahr 1859 wurde bei einer Teufe von 105 Metern (+12 Meter NN) die 1. Sohle angesetzt. Auf beiden Sohlen wurden die Querschläge nach Süden aufgefahren. Mit beiden Querschlägen wurde zwei Flöze aufgeschlossen. Eines der Flöze hatte eine Mächtigkeit von 20 Zoll, das andere Flöz war 60 Zoll mächtig. Die Flöze hatten ein Einfallen von 66 Gon nach Süden. In beiden Flözen wurde mit der Auffahrung der Grundstrecken begonnen. Im selben Jahr wurde das Geviertfeld Henriette III verliehen und mit der Förderung begonnen. Im Jahr 1860 wurde auf der Tiefbausohle mit dem südlichen Querschlag ein 16 Zoll mächtiges Flöz durchfahren. Bei der Auffahrung des Querschlages nach Norden wurde ein 38 Zoll mächtiges Flöz aufgeschlossen, welches einen Bergeanteil von drei Zoll hatte. Bei der weiteren Auffahrung der Sohlenstrecken traf man auf einige bedeutende Verwerfungen in den bauwürdigen Flözen. Die Wasserzuflüsse waren mit nur einem Kubikfuß pro Minute relativ gering.
Im Jahr 1861 wurde ein Förderstollen zum Bahnhof Barop angesetzt und der Schacht Sanssouci bis auf eine Teufe von 56 Lachtern tiefer geteuft. Der Förderstollen wurde noch im selben Jahr bis auf eine Länge von 52 Lachtern aufgefahren. Die Querschläge auf der Tiefbausohle wurden in beide Richtungen weiter aufgefahren. Im selben Jahr konsolidierte Henriette III zur Zeche Vereinigte Henriette. Auf der Tiefbausohle wurde in diesem Jahr in den bereits erschlossenen Flözen mit der Vorrichtung begonnen. Auch im Jahr darauf wurden die Querschläge auf der Tiefbausohle und der Wettersohle weiter aufgefahren. Der nördliche Querschlag auf der ersten Bausohle erreichte eine Länge von 109 Lachtern und der südliche Querschlag auf derselben Sohle erreichte eine Länge von 43 Lachtern. Der nördliche Querschlag auf der Wettersohle erreichte eine Länge von 96 Lachtern. Der Förderstollen zur Station Barop wurde mittels Gegenortvortrieb weiter aufgefahren. Gegen Ende des Jahres erfolgte der Durchschlag. Im Jahr 1863 wurde sowohl auf der Bausohle als auch auf der Wettersohle mit dem jeweiligen nördlichen Querschlag die östliche Verwerfung erreicht und durchörtert. Während der Auffahrung kam es nur zu geringen Wasserzuflüssen. Mit dem Querschlag auf der Bausohle wurde das Flöz No. 8 angefahren. Das Flöz hatte eine Mächtigkeit von 24 Zoll. In den Flözen No. 1, 6 und 8 gingen die Aus- und Vorrichtungsarbeiten weiter voran. Im Jahr 1865 wurden die Querschläge auf der Wettersohle und auf der Bausohle die Querschläge nach Norden weiter aufgefahren. Während der Auffahrung wurde ein Flöz mit einer Mächtigkeit von 92 Zoll incl. 22 Zoll Bergepacken angefahren. Man ging davon aus, dass es sich bei dem Flöz um das Flöz Dicker Kirschbaum handelt. Im Jahr 1866 wurde der Schacht Sanssouci erneut tiefer geteuft. Im darauffolgenden Jahr wurde bei einer Teufe von 147 Metern (−30 Meter NN) die 70-Lachter-Sohle angesetzt und ausgerichtet. Im Jahr 1868 kam es zu einem Grubenbrand, aufgrund des Grubenbrands wurde ein Teil des Grubenfeldes aufgegeben. Im Jahr darauf wurden auf dem Bergwerk nur unbedeutende Mengen Kohlen abgebaut. Auf der ersten Bausohle wurde mit dem Hauptquerschlag in einer Entfernung von 441 3/4 Lachter vom Schacht der Stockumer Hauptgebirgssattel durchörtert.

### Die letzten Jahre als Vereinigte Henriette
In der Jahresmitte des Jahres 1870 wurde die Zeche Vereinigte Henriette insolvent und es wurde das Konkursverfahren eingeleitet, trotzdem war die Zeche weiter in Betrieb. Im Jahr 1871 wurde zunächst noch im geringen Maß Abbau betrieben, am 24. Mai desselben Jahres wurde die Zeche Vereinigte Henriette versteigert. Im Jahr 1872 wurden die Zeche Holthausen und die Zeche Vereinigte Hummelbank erworben, beide Zechen blieben trotzdem weiterhin eigenständig. Außerdem wurden die Felder Augenschein und Haberbank erworben. Im Frühjahr des Jahres 1876 soff die Grube aufgrund starker Regenfälle ab und musste gesümpft werden. Im Jahr 1877 wurde im nördlichen Feldesteil des Feldes Holthausen und im Feld Hummelbank abgebaut. Im selben Jahr ereigneten sich mehrere Tagesbrüche, daraufhin wurde das Nordfeld gegen Tageswässer abgedämmt. Im Jahr 1878 wurde der Schacht Sanssouci erneut tiefer geteuft. Im darauffolgenden Jahr wurde bei einer Teufe von 190 Metern (−73 Meter NN) die 3. Sohle, auch 90-Lachter-Sohle genannt, angesetzt. Aufgrund von starken Wasserzuflüssen wurde im Jahr 1881 der Stollenbau im Nordfeld eingestellt. Im Jahr 1883 wurden alle Berechtsamen zusammengefasst und unter dem Namen Baroper Steinkohlenbergwerke weiter geführt.

### Der weitere Betrieb als Baroper Steinkohlenbergwerke
Im Jahr 1883 wurden die Zechen Holthausen, Vereinigte Hummelbank und Vereinigte Henriette unter dem Namen Baroper Steinkohlenbergwerke zusammengefasst. Das Grubenfeld der Baroper Steinkohlenbergwerke befand sich auf dem Stadtgebiet Dortmund-Barop-Eichlinghofen. Die drei Zechen waren bis dahin unter dem Bergisch-Märkischen Verein getrennt betrieben worden. Die Berechtsame umfasste die Felder Vereinigte Hummelbank und Vereinigte Henriette sowie die vier Felder Holthausen und hatte eine Größe von 8,5 Quadratkilometern. Als Schächte standen der seit 1881 stillgelegte Schacht Hummelbank, der Schacht Holthausen (Schacht 1) und der Schacht Henriette (Schacht 2) zur Verfügung. In Schacht Holthausen war bei einer Teufe von 196 Metern (−97 Meter NN) die 3. Sohle vorhanden, in Schacht Henriette war die 3. Sohle bei 190 Metern (−73 Meter NN). Schacht Henriette diente zur Wasserhaltung, zur Wetterführung und als Förderschacht, Schacht Holthausen diente ebenfalls als Förderschacht. Im selben Jahr wurde am Schacht Henriette eine Kohlenwäsche gebaut. Im Jahr 1884 wurde die gesamte Förderung zum Schacht Holthausen verlagert, der Schacht Henriette diente fortan nur noch der Wasserhaltung und zur Eigenbedarfsförderung. Im selben Jahr wurde an Schacht Holthausen eine Kokerei in Betrieb genommen. Im Jahr 1885 wurde damit begonnen, den Schacht Holthausen tiefer zu teufen. Im September des Jahres 1887 wurde Konkurs angemeldet. Im Jahr 1888 wurde im Schacht Holthausen bei einer Teufe von 296 Metern (−197 Meter NN) die 4. Sohle angesetzt. Im selben Jahr wurde nördlich von Schacht Holthausen ein Wetterschacht aufgebrochen. Am 25. August desselben Jahres kam es zur Konsolidation zur Zeche Kaiser Friedrich.

## Förderung und Belegschaft
Die ersten bekannten Förder- und Belegschaftszahlen stammen aus dem Jahr 1866. Damals waren 292 Bergleute auf dem Bergwerk beschäftigt, die eine Förderung von 173.186 preußischen Tonnen Steinkohle erbrachten. Im Jahr 1870 wurden mit 247 Bergleuten 32.815 Tonnen Steinkohle gefördert. Im Jahr 1874 stieg die Förderung leicht an auf 49.647 Tonnen Steinkohle, dies wurde von 306 Bergleuten erbracht. Im Jahr 1877 stieg die Produktion erneut leicht an auf 50.982 Tonnen Steinkohle, die Belegschaft verringerte sich auf 239 Bergleute. Im Jahr 1880 wurden mit 347 Bergleuten 74.908 Tonnen Steinkohle gefördert. Die letzten bekannten Förder- und Belegschaftszahlen des Bergwerks stammen aus dem Jahr 1881, in diesem Jahr wurden mit 355 Bergleuten 88.792 Tonnen Steinkohle gefördert. Dies war auch die maximale Förderung des Bergwerks.
Die ersten bekannten Förder- und Belegschaftszahlen als Baroper Steinkohlenbergwerke stammen aus dem Jahr 1883, in diesem Jahr wurden mit 522 Bergleuten eine Förderung von 96.708 Tonnen Steinkohle erbracht. Im Jahr 1885 stieg die Förderung auf 159.590 Tonnen Steinkohle, die Belegschaftszahl stieg auf 695 Bergleute. Die letzten bekannten Förder- und Belegschaftszahlen des Bergwerks stammen aus dem Jahr 1888, in diesem Jahr wurden mit 303 Bergleuten 78.447 Tonnen Steinkohle gefördert.

## Heutiger Zustand

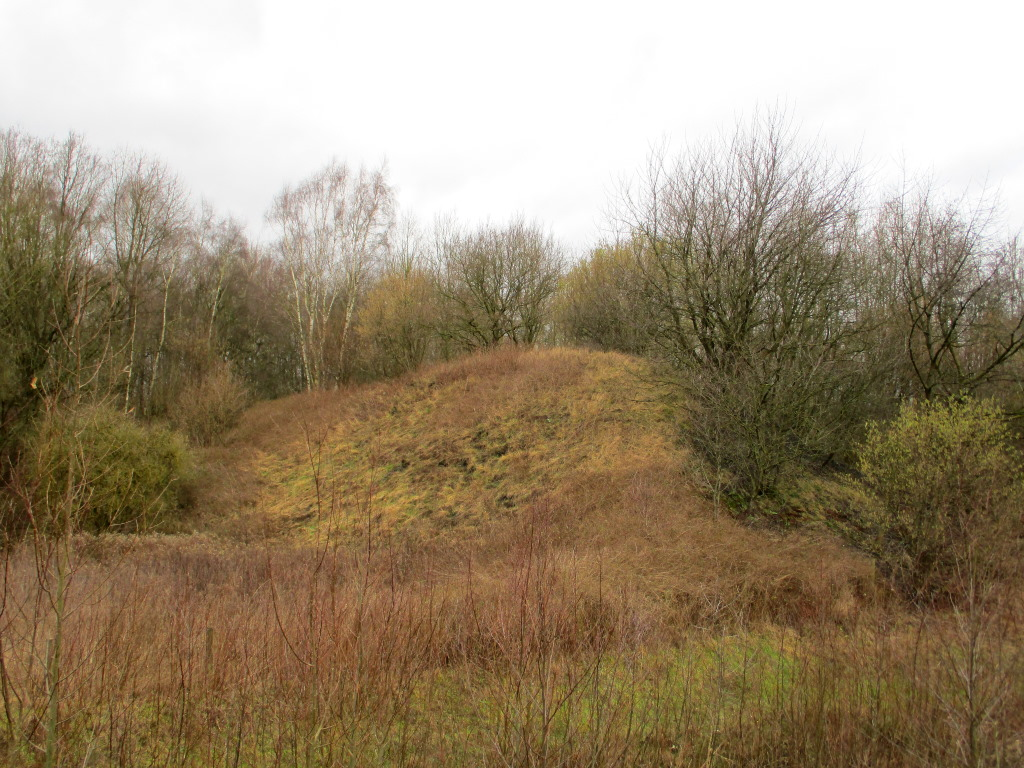
Der nordwestliche Überrest des unterbrochenen Bahndamms in Höhe des Rüpingsbaches

Auf dem Zechengelände der Zeche Vereinigte Henriette befindet sich heute ein Teil des Campus Süd der Technischen Universität Dortmund (südlich der Baroper Straße). Der Schacht ist, verschlossen mit einem unscheinbaren Deckel, in einer Wiese am Fußweg zwischen Campus Süd und der Bushaltestelle „Am Gardenkamp“ zu finden.
An der ehemaligen Kreuzung mit dem Rüpingsbach ist noch die Trasse der alten Pferdebahn gut zu erkennen. Der vor einiger Zeit angelegte Uferweg führt direkt am südöstlichen Rest des unterbrochenen Bahndamms entlang.
Ein Lochstein, der sich in Dortmund-Barop in der Hugo-Heimsath-Straße befindet, erinnert weiterhin an die Zeche Henriette. Der Lochstein befindet sich in einer Mauer auf der Höhe des Hauses Nr. 48 und stammt von der Zeche Henriette. Vermutlich stand der Lochstein früher auf dem Erdboden und wurde erst in die Mauer eingefügt, als die Hugo-Heimsath-Straße bebaut wurde. Dieser Lochstein ist als Baudenkmal in die Denkmalliste der Stadt Dortmund eingetragen.